# قيس عبد الرشيد

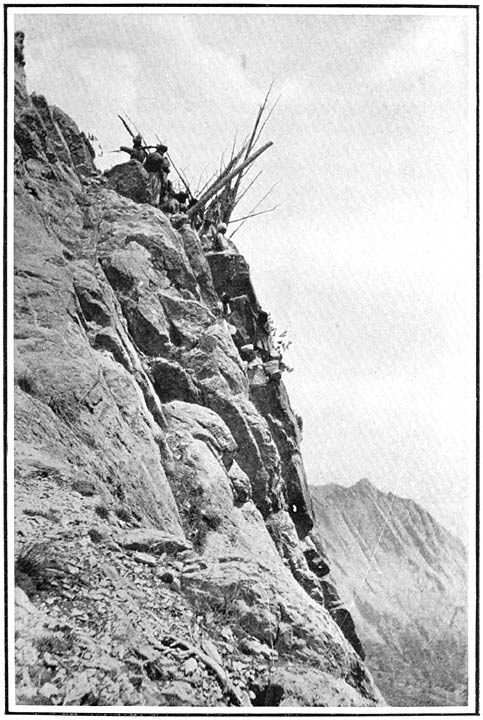
ضريح قيس عبد الرشيد على تاخت سليمان

قيس عبد الرشيد (بالبشتوية: قيس عبد الرشيد)‏ هو المؤسس الأسطوري للعرقية الأفغانية المعروفة أيضًا باسم البشتون. هناك شكوك حول تاريخ ووجود مثل هذه الشخصية: لأن إثنية البشتون تشكلت في العصر البرونزي ولأن انتشار الإسلام عبر أفغانستان كان على مدار فترة زمنية بدلًا يوم واحد. من المحتمل أن تعزيز مفهوم هذه الشخصية جاء لتحقيق الانسجام بين الهوية الدينية والهوية العرقية.
يقال إن قيس قد سافر إلى مكة والمدينة في شبه الجزيرة العربية خلال الأيام الأولى للإسلام.
وفقًا للحكاية الشعبية، فقد كان لقيس ثلاثة أبناءهم: سربن (سړبن) وبيت (بېټ)، وغرغشت (غرغښت). أسس أبناؤه ثلاث اتحادات قبلية سميت باسمهم: سرباني، وبيتاني، وغرغشتي. ولدى قيس أيضًا ابن بالتبني هو كارلاني أورمور باراكي، وهو سلف قبيلة كارلاني. هناك إصدارات متعددة من هذه الأسطورة بما في ذلك عدة متغيرات إقليمية أشارت إلى واحد أو اثنين أو ثلاثة من الأخوة الأربعة الأسطوريين.

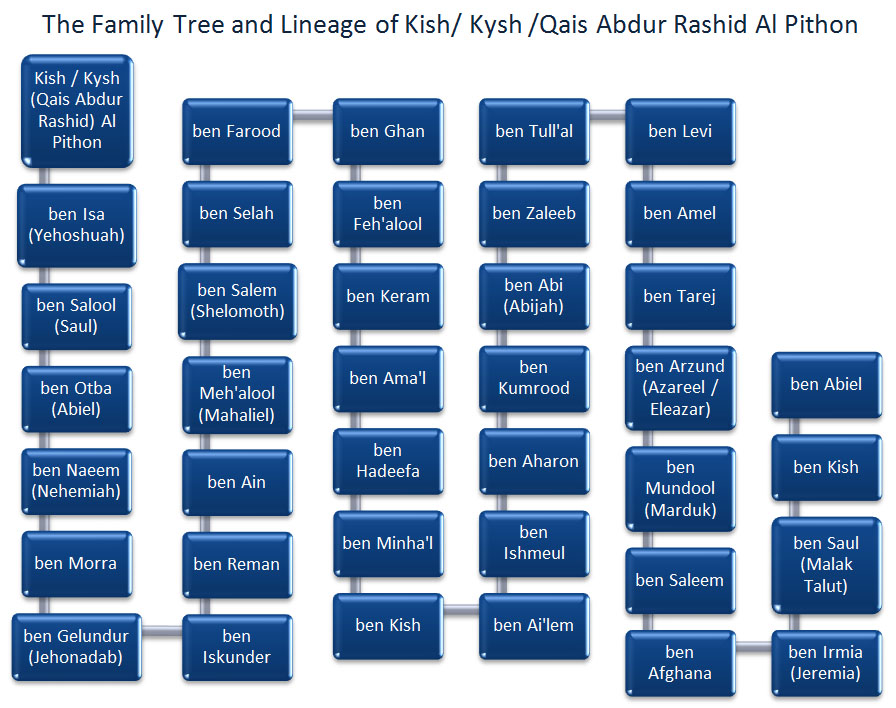
شجرة العائلة والنسب

## شجرة النسب
بعض النسابة الأفغان يعتبرون قيس السليل ال37 من الملك طالوت (أو شاؤول، ملك مملكة إسرائيل الموحدة من 1050-1010 قبل الميلاد) من خلال مالك أفغانا، وهو حفيد أسطوري لطالوت.
كَتب المسؤول الهندي البريطاني محمد حياة خان، في كتابه حيات أفغاني (الذي صدر في الأصل في العام 1865، وترجم للإنجليزية في العام 1874)، أن قيس كان من نسل شاؤول من خلال ابن شاؤول يوناتان.
وفقًا لموسوعة الإسلام، فإن نظرية نزول البشتون من الإسرائيليين القدامى تعود إلى تاریخ خان جهانی ومخزن افغانی وهو كتاب تاريخ جمعه نعمة الله الهراوي في عهد الإمبراطور المغولي جهانكير في القرن السابع عشر. غير أن النظرية الإسرائيلية لمخزن أفغاني رفضتها السلطات الحديثة بسبب العديد من التناقضات التاريخية واللغوية.

## الأسطورة
ثم عاد إلى غور وقدم الإسلام إلى قبيلته. وفقا لماونتستورات إلفينستون ، في الأسطورة ، قدم القائد العسكري الشهير ورفيق محمد ، خالد بن الوليد ، قيس لمحمد.
تقول الأسطورة إن قيس ولد في غور بوسط أفغانستان الحالية. وعندما سمع بمجيء الإسلام، أرسلته قبيلته إلى المدينة المنورة في شبه الجزيرة العربية، في المملكة العربية السعودية الحديثة حيث التقى النبي محمد واعتنق الإسلام هناك، وقد سماه محمد باسم عبد الرشيد. ثم عاد إلى غور وقدّم الإسلام إلى قبيلته. ووفقًا لما ذكره ماونتستيورات إلفينستون، فالأسطورة تقول أن القائد العسكري الشهير والصحابي خالد بن الوليد قدّم قيس لمحمد.

### المستوطنة
تقول إحدى الأساطير أن قيس طلب من أبنائه، عندما شعر بدنو أجله، نقله من الغور إلى جبال سليمان ودفنه في المكان الذي دفن فيه سلفه مالك أفغانا، وأنه دُفن على رأس تاخت سليمان، المعروف كذلك باسم دا كاسي غار («جبل قيس»)، الذي يقع بالقرب من قرية دارزيندا في المنطقة الحدودية ديرا إسماعيل خان بالمناطق القبلية الخاضعة للإدارة الاتحادية في باكستان بالقرب من حدود المنطقة الحدودية مع ديرا إسماعيل خان مع كل من وزيرستان الجنوبية ومنطقة جوب في بلوشستان. يزور بعض الأشخاص المكان، ومعظمهم في فصل الصيف، لأن تساقط الثلوج في فصل الشتاء يجعل من الصعب التسلق والتضحية بحيوان والذي عادةً ما يكون خروفًا أو عنزة في قبر قيس.[بحاجة لمصدر]
وفقًا لأسطورة أخرى، استقر قيس في منطقة بلخ في شمال أفغانستان الحالية. ومن هناك، هاجر نسله المختلفون جنوبًا وغربًا وشرقًا.

## علم الوراثة
مع ذلك، لا يوجد دليل قوي لإظهار أي صلة أنساب بين البشتون الحاليين والإسرائيليين القدامى الناطقين بالسامية. يُظهر كروموسوم واي أن البشتون بهم عدة مجموعات هبلوغرافية Y، مع أن R1a يشكل حوالي 51% بين البشتون. وبالتالي، فإن البشتون لديهم تقارب كبير مع الجماعات العرقية الهندو أوروبية المجاورة الناطقة لها.